# В конце лета (фильм)
«В конце лета» — болгарский чёрно-белый художественный фильм 1967 года, снятый режиссёром Дучо Мундровым по сценарию Эмила Манова.
Премьера фильма состоялась 1 февраля 1967 года.

## Сюжет
Уставший от повседневной жизненной рутины инженер Филип Гераков встречает на пляже Марию, эксцентричную жену преуспевающего научного сотрудника. Мария ведет неспешный, хотя и несколько унылый образ жизни. В глубине души она жаждет спонтанных отношений и эмоций. Филип и Мария вскоре подружились. Они находят друг в друге то, чего им самим не хватало. Их дружба постепенно перерастает в любовь. Разделяя свои мечты и строя планы, влюбленные клянутся быть неразлучными и начать новую жизнь. Однажды муж Марии приезжает на своём чёрном лимузине.
В конце фильма Филип издали наблюдает, как Мария делает свой выбор и уезжает с мужем, выбирая привычную для неё обеспеченную спокойную жизнь.

## В ролях
- Пётр Слабаков — Филип Гераков, инженер
- Илка Зафирова — Мария
- Калина Попова — Клио
- Ани Бакалова — доктор Иванова
- Ананий Явашев — доцент
- Георгий Наумов — Илко
- Райна Петрова
- Димитр Панов
- Мара Шопова
- Люба Петрова
- Любен Бояджиев
- Евтим Вылков
- Ана Бояджиева
- Веселинка Караславова